# Vellans
Vellans (amb diverses variants ortogràfiques: Vallans, Avellans; Betllans en francès) és un poble a l'oest de Conat, municipi al qual pertany, a la riba esquerra de la Ribera de Noedes, a la comarca del Conflent, de la Catalunya del Nord.

## Etimologia
Hom ha suggerit que el topònim podria procedir del mot llatí avellanus (avellaner); Joan Coromines es decanta per Vallans, del germànic Bagilans.

## Història
Vellans és el que genèricament s'ha anomenat la vall de Conat, que a l'edat mitjana (segle xii) era una baronia en mans, primer, de la família Sautó de Conat, i que a la fi del segle dotzè passà als Paracolls de la veïna vall de Molig. Després de ser durant un temps possessió del bisbat d'Elna (ho era el 1258), el senyoriu esdevingué un domini reial en temps de Jaume I el Conqueridor. Al segle xiv, Pere Julià de Vilafranca feia homenatge pels delmes de Vallans, Eroles (l'església de Sant Serní d'Eroles és a la veïna comuna de Rià) i "Riutort" (sembla difícil que sigui Riutort (Puigbalador), al Capcir, o "Ritort", a prop de Prats de Molló, molt distants dels altres dos llocs).
La primera menció documentada de Vellans és el 1312, quan Guillem d'En regeix en nom de Sanç I de Mallorca els delmes del poble de Vallans, el cens d'Arletes i unes bordes al poble d'Orbanyà. El lloc és esmentat novament en el fogatge del 1378, que registra 5 focs (a 4,5 persones de mitjana per foc serien entre 20 i 25 persones); el 1424 s'hi registren 6 focs, ço és, entre 25 i 30 habitants i al fogatge del 1515  ja tan sols hi consten dos focs. En un document del 1603, L'état des lieux des vigueries de Roussillon et de Conflent, en què s'esmenten també Noedes i Orbanyà, Vallans hi surt com un annex de Conat, i així continua d'aparèixer el 1764, al Dictionnaire géographique d'Expilly.
La vall, i Vellans de retruc, esdevingueren al segle XV de la família dels Cardona abans de ser de Jaume d'Alemany el 1532 i tornar posteriorment al poder reial. La corona hi investí diversos procuradors, com la família Llupià i la d'Ortafà (Antoni d'Ortafà, 1763). La Revolució Francesa portà la confiscació de la vall, que va ser privatitzada el 1792.